# Klokegottine
Klokegottine /=prairie people/, jedna od skupina Nahane Indijanaca, porodica athapaskan, koji su živjeli između rijeke Mackenzie i jezera La Martre, Grandin i Taché, na teritoriju Mackenzie, Kanada.
Swanton ih nema na svojem popisu.